# Большой Кекукнайский
Большой Кекукнайский — вулкан в центральной Камчатке. Образован двумя вулканами — Большим (1301 м) и Кекукнайским (1401 м). Высота вулкана — 1386,5 м. Имеет сильно эродированный пологий щит. Здесь находятся два озера, образованный потоками лавы: Большое и Малое Гольцовое. Последнее извержение произошло в 5310-е годы до н. э.